# حرب كلاغ

وادي كلاغ، المظلل باللون الوردي الغامق، داخل حدود سلاغور الحديثة

حرب كلاغ أو حرب سلاغور الأهلية هي عبارة عن سلسلة من الصراعات التي استمرت من عام 1867 إلى عام 1874 في ولاية سلاغور في شبه جزيرة ملايو (ماليزيا الحالية).
حيث قاتل راجا عبد الله بن راجا جعفر، حاكم وادي كلاغ، وراجا مهدي بن راجا سليمان. وانضم إليها تونكو ضياء الدين أمير قدح، بالإضافة إلى فصائل الملايوية والصينية الأخرى المنتافسة. وفي النهاية ، انتصر تونكو ضياء الدين ونجل راجا إسماعيل بن راجا عبد الله في الحرب.

## خلفية
في عام 1854 عين سلطان سلاغور السلطان محمد شاه راجا عبد الله بن راجا جعفر حاكما لوادي كلاغ. بينما لم يعجب ذلك راجا مهدي حفيد السلطان محمد شاه، الذي كان والده راجا سليمان حاكمًا لوادي كلاغ؛ وبالتالي أصبح راجا مهدي محرومًا من حكم الوادي مع تعيين راجا عبد الله في المنصب.
افتتح راجا عبد الله مناجم قصدير ناجحة للغاية في لوكوت (بالقرب من نكري سمبيلن)، وحصل على تمويل لاستكشاف مناجم قصدير جديدة بالقرب من كوالالمبور، عند التقاء نهري كلاغ وجومباك، في عام 1857. كانت المناجم الجديدة ناجحة، ودرّت عائدات كبيرة، وكان النضال من أجل السيطرة على عائدات مناجم القصدير، فضلاً عن السلطة السياسية، أساسًا اندلاع الحرب.
توفي السلطان محمد عام 1857، وخلفه السلطان عبد الصمد بعد صراع على السلطة. لكن السلطان عبد الصمد لا يملك سوى السيطرة المباشرة على لاغت، عاصمة الولاية آنذاك، ولم يكن له سيطرة مطلقة على بقية سلاغور، والتي قُسِّمت إلى أربع مقاطعات نهرية: وادي برنم، وكوالا سلاغور، ووادي كلاغ، ولوكوت. بدأ راجا مهدي الصراع، وانقسمت ملايو إلى معسكرين في الحرب التي تلت ذلك.

## نهاية الحرب

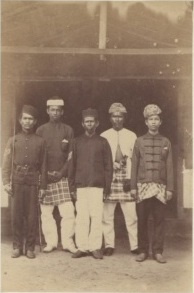
تونكو ضياء الدين.

في عام 1872، حصل راجا مهدي على دعم عدد من حكام الملايو، وبعضهم أعضاء في عائلة سلاغور الملكية. بينما تخلى البعض. وهاجمت قوات راجا مهدي كوالالمبور، وحاصر راجا عسل بوكيت ناناس، حيث تمركزت قوات تونكو ضياء الدين المكونة من 500 جندي والمرتزقة الأوروبيين. حاول بعض رجال تونكو ضياء الدين تحقيق اختراق، لكنهم أسروا وقتلوا، ودمرت كوالالمبور واستعادت قوات راجا مهادي السيطرة على كوالا سلاغور.
طلب تونكو ضياء الدين من سلطان فهغ المساعدة في عام 1872، وأرسل له بندهارا وان أحمد 1000رجل ومساعدات أخرى. كما حصل على دعم الحاكم الاستعماري البريطاني السير أندرو كلارك. وفي مارس 1873، هزم رجال ضياء الدين، بدعم من مقاتلي فهغ، سيد مشهور في كوالالمبور، وفر مشهور إلى فيرق. واستمر القتال لبضعة أشهر أخرى، ولكن في 8 نوفمبر 1873، استولت قوات فعغ على كوالا سلاغور وانتهت الحرب إلى حد كبير. وفي عام 1874، ذهب راجا مهدي إلى المنفى في جوهر ثم في سنغافورة، حيث توفي عام 1882.